# Ely do Amparo
Ely do Amparo (Paracambi, Brasil, 14 de mayo de 1921-ibídem, 9 de marzo de 1991), más conocido como Ely o Eli, fue un jugador y entrenador de fútbol brasileño. En su etapa como jugador profesional se desempeñaba como centrocampista.

## Selección nacional
Fue internacional con la selección brasileña en 19 ocasiones. Formó parte de la selección subcampeona de la Copa del Mundo de 1950.

### Participaciones en Copas del Mundo
| Mundial                        | Sede   | Resultado        | Partidos | Goles |
| ------------------------------ | ------ | ---------------- | -------- | ----- |
| Copa Mundial de Fútbol de 1950 | Brasil | Subcampeón       | 1        | 0     |
| Copa Mundial de Fútbol de 1954 | Suiza  | Cuartos de final | 0        | 0     |

### Participaciones en Copas América
| Copa                         | Sede   | Resultado  |
| ---------------------------- | ------ | ---------- |
| Campeonato Sudamericano 1949 | Brasil | Campeón    |
| Campeonato Sudamericano 1953 | Perú   | Subcampeón |

## Equipos

### Como jugador
| Equipo        | País   | Año       |
| ------------- | ------ | --------- |
| America-RJ    | Brasil | 1939      |
| Canto do Rio  | Brasil | 1940-1945 |
| Vasco da Gama | Brasil | 1945-1952 |
| Sport Recife  | Brasil | 1953-1955 |

### Como entrenador
| Equipo        | País   | Año  |
| ------------- | ------ | ---- |
| Vasco da Gama | Brasil | 1961 |
| Vasco da Gama | Brasil | 1964 |
| Sport Recife  | Brasil | 1969 |

## Palmarés

### Campeonatos regionales
| Título                  | Equipo        | País   | Año  |
| ----------------------- | ------------- | ------ | ---- |
| Campeonato Carioca      | Vasco da Gama | Brasil | 1945 |
| Campeonato Carioca      | Vasco da Gama | Brasil | 1947 |
| Campeonato Carioca      | Vasco da Gama | Brasil | 1949 |
| Campeonato Carioca      | Vasco da Gama | Brasil | 1950 |
| Campeonato Carioca      | Vasco da Gama | Brasil | 1952 |
| Campeonato Pernambucano | Sport Recife  | Brasil | 1953 |
| Campeonato Pernambucano | Sport Recife  | Brasil | 1955 |

### Copas internacionales
| Título                               | Equipo        | Sede             | Año  |
| ------------------------------------ | ------------- | ---------------- | ---- |
| Campeonato Sudamericano de Campeones | Vasco da Gama | Santiago (Chile) | 1948 |
| Campeonato Sudamericano              | Brasil        | Brasil           | 1949 |
| Campeonato Panamericano              | Brasil        | Chile            | 1952 |